# Rycerzewko (województwo zachodniopomorskie)
Rycerzewko (dawniej: niem. Neu Ritzerow) – wieś w Polsce położona w województwie zachodniopomorskim, w powiecie świdwińskim, w gminie Świdwin.
Zobacz też: Rycerzewko.